# 萨尔沃济讷
萨尔沃济讷（法語：Salvezines，法語發音：[salvəzin] ⓘ）是法国奥德省的一个市镇，属于利穆区。

## 地理
萨尔沃济讷（42°46'49"N, 2°18'24"E）面积20.09 平方千米，位于法国奧克西塔尼大區奥德省，该省份为法国南部沿海省份，北起塔恩省，西北接上加龙省，西接阿列日省，南至东比利牛斯省，东临地中海，东北与埃罗省接壤。
与萨尔沃济讷接壤的市镇（或旧市镇、城区）包括：阿克萨特、然克拉、布尔扎讷河畔蒙福尔、皮洛朗斯、盖特河畔圣科隆布。

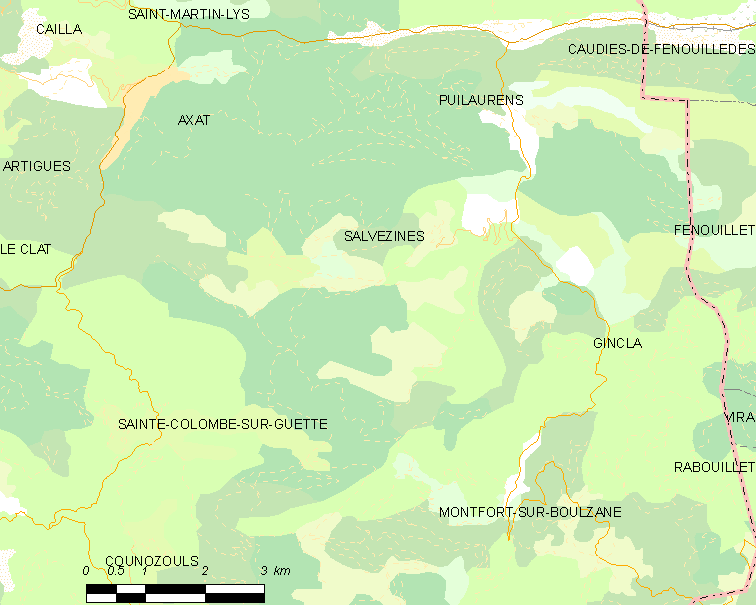
萨尔沃济讷的OSM定位图

萨尔沃济讷的时区为UTC+01:00、UTC+02:00（夏令时）。

## 行政
萨尔沃济讷的邮政编码为11140，INSEE市镇编码为11373。

## 政治
萨尔沃济讷所属的省级选区为上奥德河谷县。

## 人口

1962-2008年间萨尔沃济讷人口变化图示

萨尔沃济讷于2022年1月1日时的人口数量为70人。